# Lady Daphne
Le Lady Daphne est une ancienne barge de la Tamise de 1923. Propriété de Nymph Ltd.. Après avoir servi longtemps comme caboteur, elle est maintenant exploitée comme voilier-charter et basée à Londres aux Docks de St Katharine.
Ce bâtiment est inscrit au registre du National Historic Ships depuis 1993 et il est aussi l'un des nombreux bateaux de la National Historic Fleet.

## Histoire
Lady Daphne a été commandée en 1921 au chantier Short Brothers de Rochester et a été lancée en janvier 1923. Avec son sister-ship, Lady Jean, elle fait partie des dernières barges en bois construites après la Première Guerre mondiale.
Durant un demi-siècle, elle a transporté, en tant que caboteur côtier des cargaisons dans différents ports autour des côtes est et sud de l'Angleterre. Elle était connue pour être très rapide. En 1932, elle a été équipée d'un moteur à quatre cylindres Kelvin de 60 cv.
En 1937, elle a été vendue à R & W Paul Maltsters Ltd, d'Ipswich et a subi une révision. Le 4 novembre 1944, Lady Daphne a été heurtée par un bateau à vapeur sur la Tamise et a été sérieusement endommagée. En 1947, elle a reçu un nouveau moteur de 100 cv à Lowestoft et continua à servir pour le transport de marchandises. En 1957, son gréement a été enlevé et elle devenue une barge moteur jusqu'en 1973.
En septembre 1975, elle a été vendue à 'Taylor Woodrow Property Ltd de Londres. Elle a été équipée d'un nouveau gréement pour devenir un voilier-charter à Maldon. En janvier 1986 elle a été remotorisée avec un diesel Mermaid Mariner. En mai 1996, elle a été revendue à ses propriétaires actuels et est maintenant basée aux Docks St Katharine, à Londres, où elle est affrétée sous la direction de la société Nymph Ltd.
Elle navigue principalement sur la Tamise et participe aussi aux ourses de barges à voile ou à des rassemblements de vieux gréements.